# Флаттер (авиация)
Фла́ттер (фляттер, от англ. flutter «дрожание, вибрация») — сочетание самовозбуждающихся незатухающих изгибающих и крутящих автоколебаний элементов конструкции летательного аппарата: главным образом, крыла самолёта либо несущего винта вертолёта. Как правило, флаттер проявляется при достижении некоторой критической скорости, зависящей от характеристик аэроупругости конструкции летательного аппарата. При возникновении резонанса может произойти разрушение конструкции. Опасность флаттера возрастает при переходе к сверхзвуковым скоростям полёта.

## Причина флаттера
Причиной флаттера обычно является несовпадение центра жёсткости с центром масс и недостаточная жёсткость конструкции крыла.

## История решения проблемы флаттера

### Исследования флаттера в СССР
Исследования флаттера в СССР начались в середине 1930-х годов. Советская авиация столкнулась с тем, что при увеличении скорости после достижения некоторого её критического значения, самолёты начинало сильно трясти и они разрушались в воздухе. Вибрация нарастала настолько быстро, что у лётчика не оставалось времени на снижение скорости. От начала вибраций до разрушения самолёта проходили считанные секунды.
Значимый вклад в решение проблемы внесли советские учёные Е. П. Гроссман, М. В. Келдыш, Я. М. Пархомовский. Были выполнены экспериментальные и теоретические исследования, разработаны практические приёмы для исключения вибрации при любой скорости полёта. Основным результатом работ, проведенных в СССР в период после 1934 года, было устранение опасности появления флаттера крыла и оперения.

### Нелинейные модели подавления флаттера и их анализ (задача Келдыша)
Келдыш, занимаясь задачей нелинейного анализа математических моделей подавления флаттера органов управления самолёта, использовал метод гармонического баланса и отмечал: «Мы не даём строгого математического доказательства всех относящихся сюда положений, а ряд выводов построим на интуитивных соображениях». Последующее развитие теории дифференциальных включений и теории скрытых колебаний, а также аналитических и численных методов их анализа, недоступных Келдышу во время его работы, позволяет в настоящее время проводить строгий анализ устойчивости и возникновения скрытых колебаний в моделях Келдыша.

## Виды флаттера
Виды флаттера в зависимости от наличия перемещений и вибрации органов управления:
- безрулевые (перемещения органов управления пренебрежимо малы);
- рулевые (наблюдаются вибрации органов управления (элеронов, руля, триммера и т. п.)).

Виды флаттера в зависимости от элемента, подверженного перемещениям и деформации:
- флаттер крыла:
  - изгибно-крутильный (крыло гнётся и скручивается);
  - изгибно-элеронный (крыло гнётся, элерон отклоняется);
  - крутильно-элеронный (крыло скручивается, элерон отклоняется);
  - изгибно-элеронно-триммерный (крыло гнётся, элерон и триммер отклоняются);
- серво-компенсаторный [источник не указан 4146 дней];
- флаттер лопастей несущего винта вертолёта (хордовый и др.).